# Cahir
Cahir é uma vila da Irlanda, é situada no condado de Tipperary Sul. Possui 2.794 habitantes (censo de 2002). A cidade é banhada pelo rio Suir.

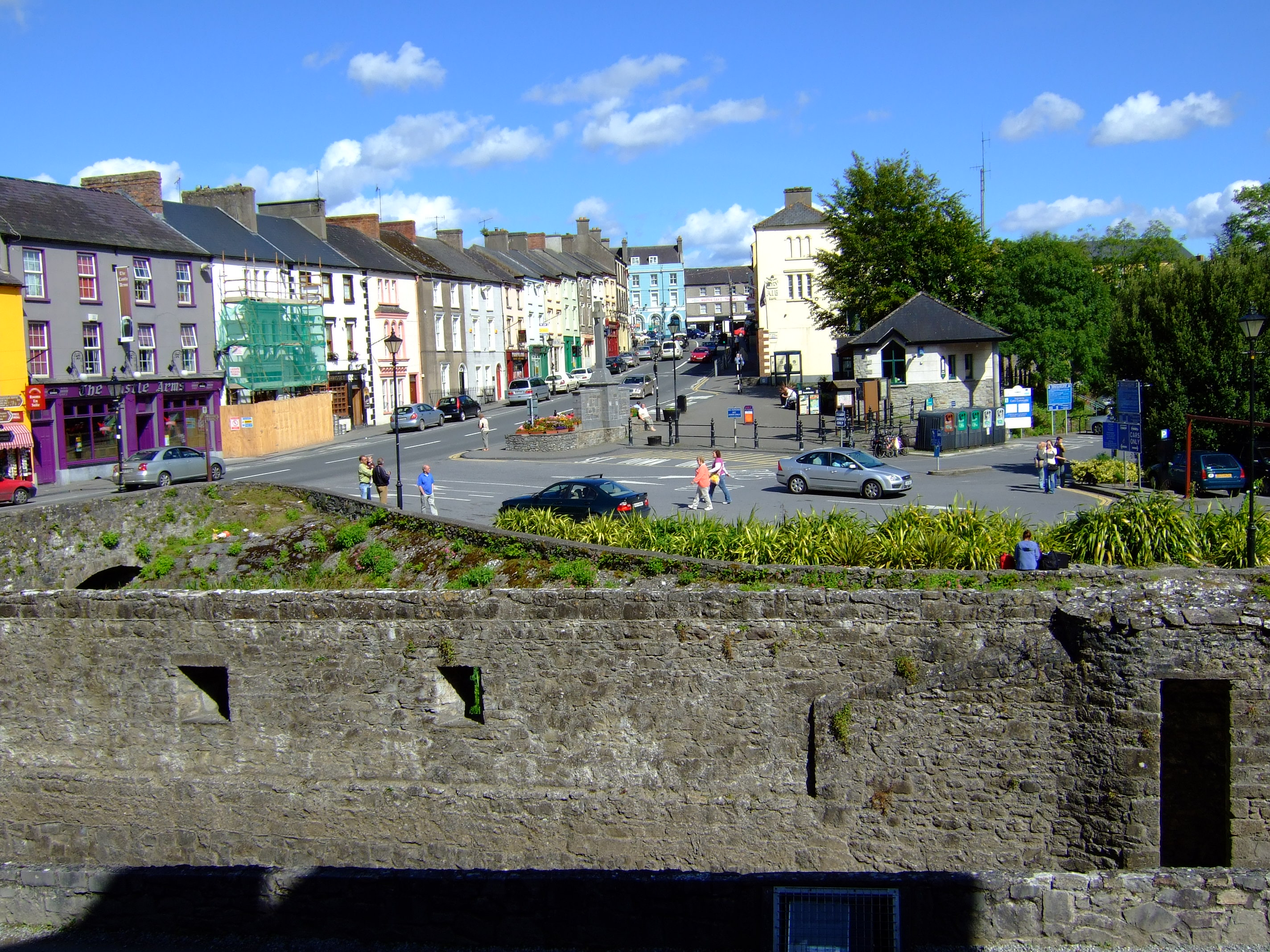
Cahir vista desde o castelo.